# Hayato Okamoto
Pour les articles homonymes, voir Okamoto.
Hayato Okamoto (岡本隼, Okamoto Hayato), né le 1er juin 1995, est un coureur cycliste japonais, membre de l'équipe Aisan Racing.

## Biographie
En 2017, Hayato Okamoto intègre l'équipe continentale Aisan Racing. Début mars, il devient champion d'Asie du contre-la-montre espoirs. Il participe aussi au Tour de l'Avenir avec la délégation japonaise. 

## Palmarès sur route

### Par année
- 2015
  - 3e du championnat du Japon sur route espoirs
- 2017
  -  Champion d'Asie du contre-la-montre espoirs
  - 2e étape du Tour de Hokkaido
  -  Médaillé d'argent du championnat d'Asie du contre-la-monte par équipes
- 2018
  - 1re étape du Tour de Taïwan
- 2022
  - 1re étape du Tour de Taïwan
- 2024
  - 3e étape du Tour de Kumano

### Classements mondiaux
| Année                                 | 2017 | 2018  | 2019  | 2020  | 2021  | 2022 | 2023  | 2024  |
| ------------------------------------- | ---- | ----- | ----- | ----- | ----- | ---- | ----- | ----- |
| Classement mondial                    | 772e | 1640e | 2917e | 1429e | 2339e | 809e | 1756e | 1641e |
| UCI Asia Tour                         | 82e  | 281e  | 311e  | 100e  | 181e  | 44e  | nc    | nc    |
|                                       |      |       |       |       |       |      |       |       |
| Légende : nc = non classéSource : UCI |      |       |       |       |       |      |       |       |

## Palmarès sur piste
- 2014
  - 2e du championnat du Japon de poursuite par équipes
- 2015
  -  Champion du Japon de poursuite par équipes
- 2019
  -  Champion du Japon d'omnium